# Sachalinští Korejci

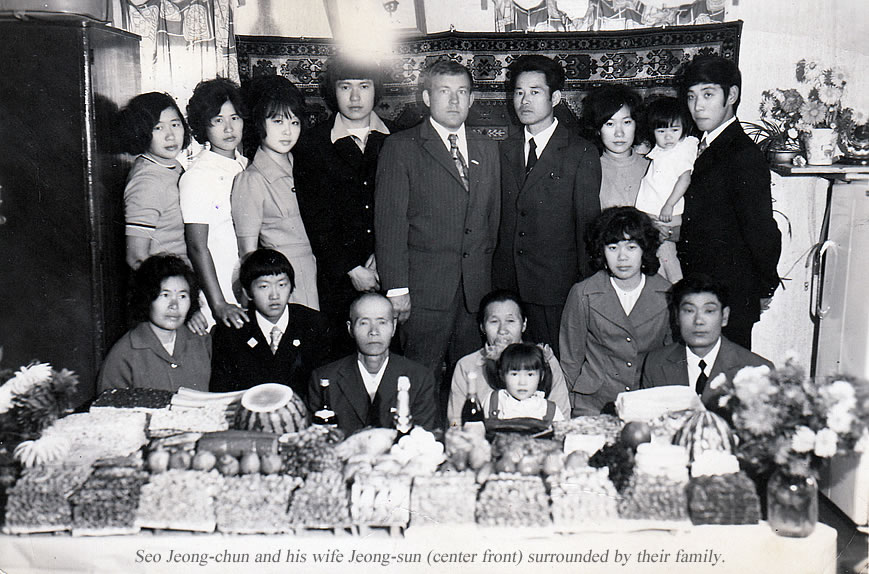
Sachalinští Korejci

Sachalinští Korejci jsou ruští občané a obyvatelé korejského původu žijící na ostrově Sachalin, kteří mohou vysledovat své kořeny k přistěhovalcům z někdejších provincií Gyeongsang a Jeolla v Jižní Koreji na přelomu 30. a 40. let 20. století, během japonské okupace Koreje.

## Historie
V době japonské okupace byla jižní polovina ostrova Sachalin, tehdy známá jako prefektura Karafuto, pod kontrolou Japonského císařství, zatímco severní polovina byla součástí Sovětského svazu. Japonská vláda rekrutovala a nutila korejské dělníky do služby a dopravovala je do Karafuta, aby tím řešila nedostatek pracovních sil (následek druhé světové války). Rudá armáda napadla Karafuto dny před kapitulací Japonska; zatímco všichni Japonci až na několik se tam úspěšně repatriovali, téměř jedna třetina Korejců si nemohla zajistit povolení k odletu do Japonska nebo do svých domovských měst v Jižní Koreji. Dalších čtyřicet let žili v exilu.

## Repatriační program
V roce 1985 japonská vláda nabídla tranzitní práva a finanční prostředky na repatriaci původní skupiny Sachalinských Korejců; pouze 1500 z nich se však v následujících dvou desetiletích vrátilo do Jižní Koreje. Naprostá většina Korejců všech generací se místo toho rozhodla zůstat na Sachalinu. V roce 2023 pokračuje z jihokorejské strany repatriační program.

## Populace
Populace čítá přibližně 55 000 příslušníků (2023).